# Trichophyton rubrum
Trichophyton rubrum é uma espécie de fungo dermatófito que coloniza a superfície da pele humana e é a causa mais frequente de pé de atleta, onicomicose e de dermatofitose nas mãos, virilha e corpo. Se alimentam de queratina. Podem causar granulomas em imunodeprimidos.
É encontrado no mundo inteiro e mais comum entre homens, por questões culturais e ocupacionais.

## Colônias

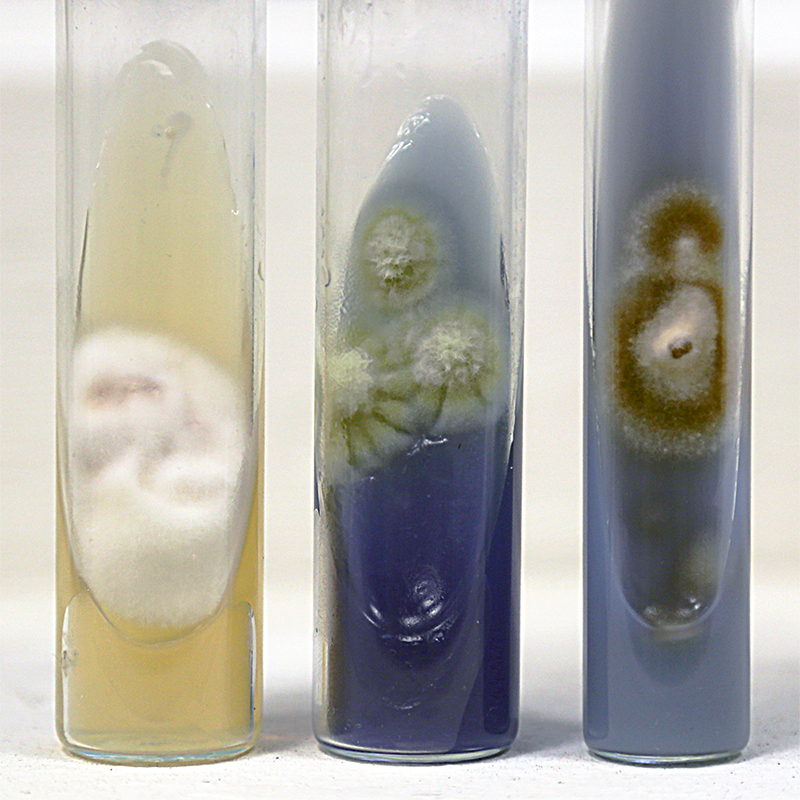
Colônias de T. rubrum em Ágar Sabouraud.

Fáceis de cultivar e encontrar na pele, as colônias típicas de T. rubrum são brancas e parecem algodão na superfície. A parte inferior colônia é geralmente vermelha, marrom ou amarelada. Trichophyton rubrum cresce lentamente em cultura com produção escassa de microconídias laterais com forma de lágrima em hifas férteis. macroconídias, quando presentes, têm parede lisa e estreita em forma de lágrima, embora a maioria dos preparados não têm macroconídias. O crescimento é inibido na presença de compostos com enxofre, nitrogênio ou fósforo. Produzem penicilina in vitro & in vivo.

## Tratamento
Antifúngicos típicos, como pomadas de cetoconazol, terbinafina ou naftifina ou itraconazol ou fluconazol oral.  Como a maioria das pomadas não consegue penetrar pela unha, onicomicose deve ser tratada por via oral, com laser ou creme de ureia e tolnaftato.